# Taman (schiereiland)

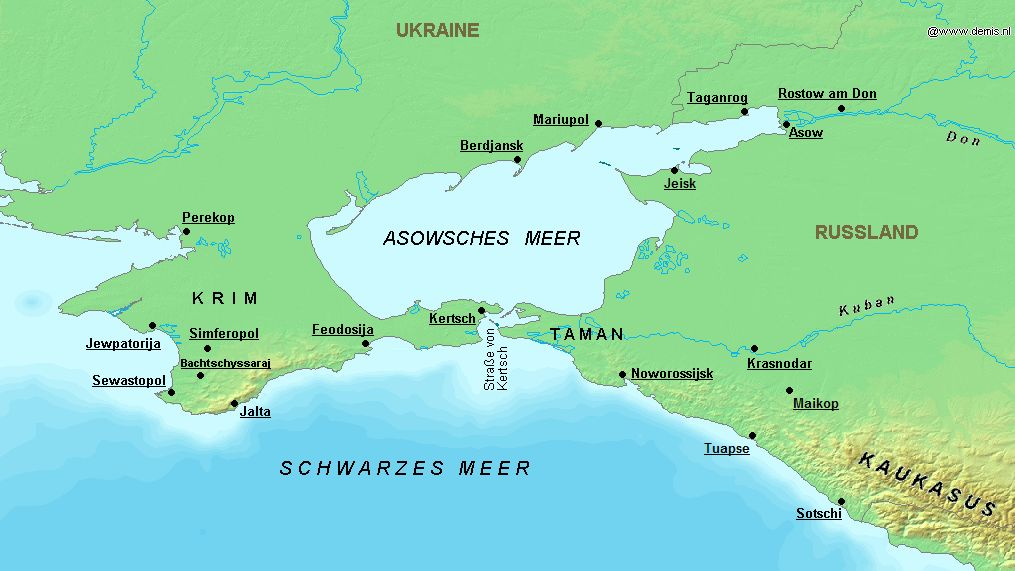

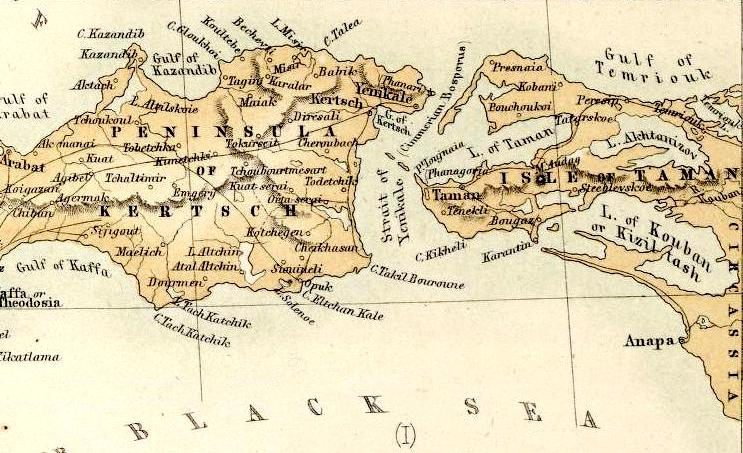
Schiereiland van Taman (rechts) op een kaart uit 1872

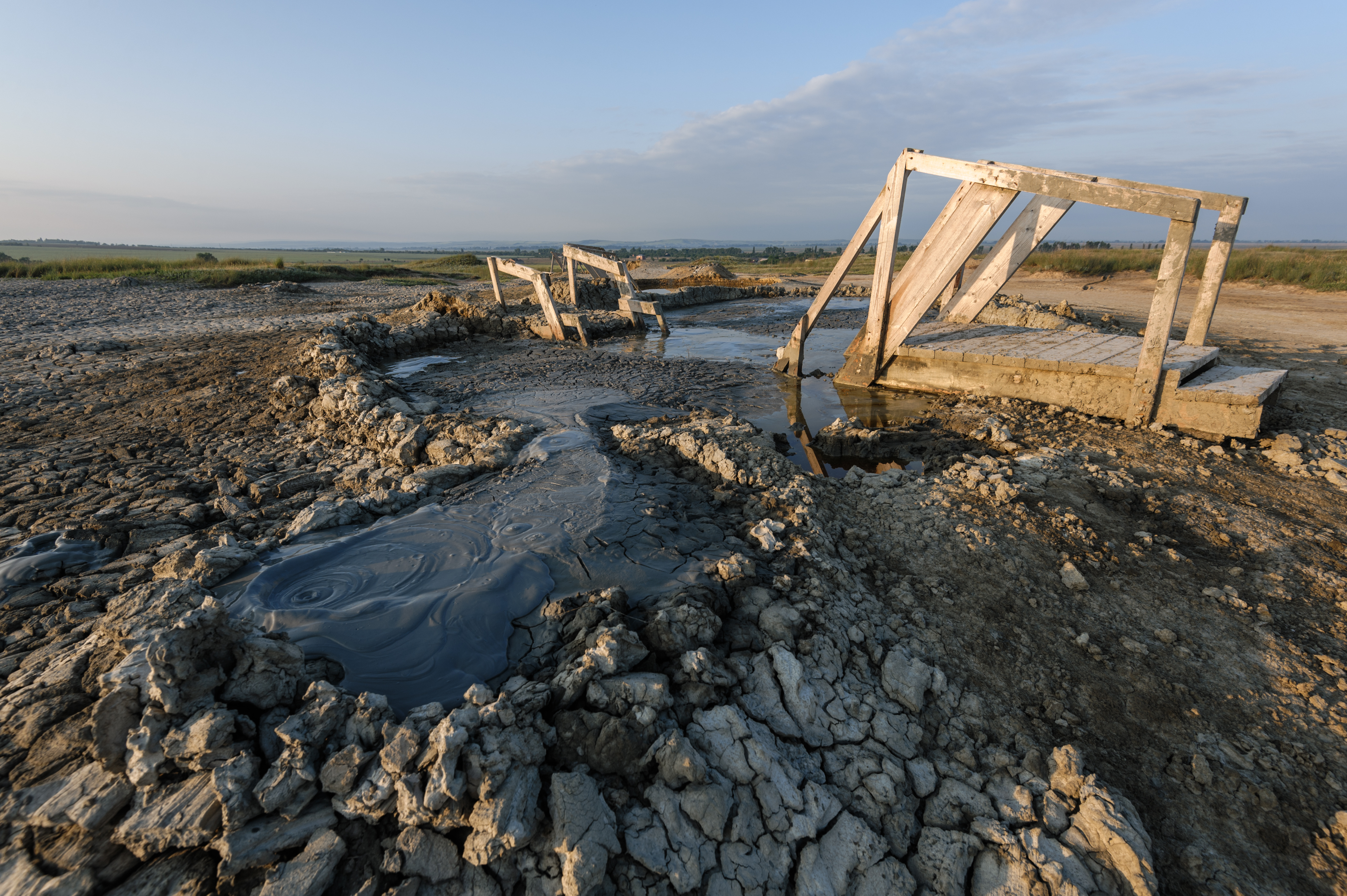
Een moddervulkaan

Het schiereiland Taman (Russisch: Таманский полуостров) is een schiereiland ten zuiden van de Zee van Azov, ten oosten van de Straat van Kertsj, die het van de Krim scheidt, en ten noorden van de Zwarte Zee. Het ligt in de kraj Krasnodar in zuidoostelijk Europees Rusland. Het loopt in westelijke richting en is 30 kilometer lang en 12,9 kilometer breed.

## Geschiedenis
In de bloeitijd van de Pontische Grieken lagen hier de steden Fanagoria en Hermonassa. Op de plaats van Germonassa werd later de stad Tmoetarakan gesticht, die in de 13e eeuw voor het laatst werd genoemd.
Het schiereiland werd lange tijd bestuurd door de Scythen. In de klassieke oudheid werd het onderdeel van het Bosporuskoninkrijk, waarvan de inwoners bestonden uit Grieken, Sarmaten, Anatolische kolonisten uit Pontus en Joden. In de 4e eeuw v.Chr. kwam het gebied onder de heerschappij van de Hunnen om daarop de hoofdstad te huisvesten van Groot-Bulgarije (Onogur) en in het midden van de 7e eeuw werd het veroverd door de Chazaren. Toen het Chazaarse Khanaat werd veroverd door knjaz Svjatoslav I in 969, werd het schiereiland onderdeel van een Joodse opvolgerstaat onder leiding van David van Taman. 
Aan het einde van de jaren 80 van de 9e eeuw kwam het grotendeels in bezit van het Kievse Rijk en het vorstendom Tmutarakan onder leiding van Mstislav, de zoon van Vladimir I, voordat het rond 1100 in handen kwam van de Koemanen. In 1239 viel het in handen van de Mongolen en werd in 1419 samen met Gazarië op de Krim een kolonie van de republiek Genua. Tijdens de 15e eeuw werd het Genuese gebied voor een groot deel geregeerd door de Ghisolfi of Guizolfi-familie, die door de Genuese jood Simeone de Guizolfi was gesticht. Het leiderschap van de joodse consuls, commissarissen of prinsen heeft gezorgd voor veel discussie over de mate waarin het Chazaarse Judaïsme overleefde in Zuid-Rusland gedurende die periode. 
In 1483 veroverde het Khanaat van Giray het schiereiland uiteindelijk om in 1783 weer te worden veroverd door het Ottomaanse Rijk. In 1791, tijdens de zesde Russisch-Turkse Oorlog, kwam het uiteindelijk in handen van het Russische Rijk. In de 19e eeuw was het een frontiergebied en was het dunbevolkt. De grootste plaats was de kozakken-nederzetting Taman, die tegenwoordig een kleine haven heeft. In de Tweede Wereldoorlog werd het schiereiland veroverd tijdens Fall Blau in 1942 en werd het heroverd door het Rode Leger in 1943.

## Geografie en economie
Op het schiereiland liggen kleine moddervulkanen en er zijn aardgas en aardolievoorraden aangetroffen in de bodem.
Voor de wijnbouw in Rusland is Taman belangrijk vanwege zijn vele wijngaarden.

## Geboren
- Ljoedmila Sjevtsova (1934), atlete